# Józef Wesołowski (poseł)
Józef Wesołowski (ur. ok. 1817, zm. 5 lutego 1891 w Złoczowie) – poseł do Sejmu Krajowego Galicji III i IV kadencji (1870–1882), doktor praw, adwokat w Złoczowie.
Wybrany w IV kurii obwodu Złoczów, z okręgu wyborczego nr 41 Złoczów-Gliniany.